# IGフィールド
プリンセス・オート・スタジアム（英語: Princess Auto Stadium、旧称: インベスターズ・グループ・フィールド（Investors Group Field→IGフィールド）、2024年4月よりに名称変更）は、カナダ・マニトバ州ウィニペグのマニトバ大学構内にあるスタジアム。
2015年開催のFIFA女子ワールドカップでは命名権の使用が認められないため(クリーンスタジアム)、期間中はウィニペグ・スタジアムと呼ばれる。
2015年にはグレイ・カップが開催された。
コンサートとしての実績ではテイラー・スウィフト、ポール・マッカートニー、ビヨンセ&ジェイ・Z、ワン・ダイレクション、AC/DC、ガンズ・アンド・ローゼズらがライブを行った。